# جیانلوکا ساولدی
جیانلوکا ساولدی (انگلیسی: Gianluca Savoldi؛ زادهٔ ۲۰ سپتامبر ۱۹۷۵) بازیکن فوتبال اهل ایتالیا است.
از باشگاه‌هایی که در آن بازی کرده‌است می‌توان به باشگاه فوتبال رجینا، باشگاه فوتبال کوزنتسا کالچو، باشگاه فوتبال آسکولی، باشگاه فوتبال ونتزیا، باشگاه فوتبال مونتسا، باشگاه فوتبال کروتونه، باشگاه فوتبال آتالانتا، باشگاه فوتبال پیزا، باشگاه فوتبال کیاسو، باشگاه فوتبال آولینو، باشگاه فوتبال ناپولی، باشگاه فوتبال یو. اس. پرگولیتزه، و باشگاه فوتبال وارزه اشاره کرد.